# Escut de Savallà del Comtat
L'escut oficial de Savallà del Comtat té el següent blasonament:
Escut caironat: d'argent, un cérvol de gules passant. Per timbre una corona de comte.

## Història
Va ser aprovat el 15 de març de 1996.
El cérvol de gules sobre camper d'argent són les armes dels Cervera i els Timor, senyors del castell de la localitat, centre del comtat de Savallà (1599), que es veu representat per la corona de dalt de l'escut.